# سارة مورغان بريان بيات
كانت سارة مورغان بريان بيات (سالي إم بريان، 11 أغسطس 1836 – 22 ديسمبر 1919) شاعرة أمريكية. بدأت مسيرتها في أواسط الخمسينيات من القرن العشرين ودامت حتى أوائل القرن العشرين. نشرت بيات مجموعة من مئات القصائد في الصحف والمجلات والمختارات المتداولة على المستوى الوطني، إضافة إلى 18 مجموعة قصائد، شاركها زوجها، الشاعر جون جيمس بيات (يعرف أيضًا باسم «جاي جاي»)، في تأليف 2 منها. على الرغم من عدم شهرة سارة بيات في يومنا هذا، كانت أعمالها قد قرئت على نطاق واسع خلال حياتها وشهدت مراجعات في الولايات المتحدة وأوروبا.

## السنوات الأولى والتعليم
ولدت سارة مورغان بريان بالقرب من ليكسينغتون، كنتاكي، في 11 من شهر أغسطس من عام 1836. وكانت أصغر 3 أولاد لتالبوت نيلسون بريان وماري سبيرز بريان، والذين كانا ينحدران من أسر مالكة للعبيد. كانت والدتها قريبة لأسرة ستوكتون وسيمبسون وأسر أخرى من أوائل المستوطنين في كنتاكي. كان جدها من ناحية والدها، مورغان بريان، أحد رواد المستوطنين في تلك الولاية ومستوطنة بريان ستيشن الأولى، وكان أيضًا أحد أقرباء دانييل بوم عن طريق الزواج، الذي رافقته أسرة بريان من كارولاينا الشمالية إلى كنتاكي.
حين كانت سارة بيات تبلغ من العمر 3 سنوات، انتقلت الأسرة إلى منطقة قريبة من فرساي، كنتاكي. وتوفيت والدتها حين كانت بيات تبلغ عمر ال 8 سنوات. ترك فقدان والدتها أثرًا عميقًا على حياتها ووجهات نظرها، حسبما يتضح في شعرها. بعد وفاة والدتها، عاشت بيات في العديد من المصانع في كنتاكي مع أقربائها، ورافقتها ممرضة والدتها، التي كانت امرأة أفريقية أمريكية مستعبدة. عاشت بيات لفترة من الوقت مع جدتها، ومن ثم ذهبت لاحقًا للعيش مع والدها في منزل زوجته الجديدة. في النهاية، وضعها والدها هي وشقيقتها الأصغر سنًا تحت عناية عمتهما، السيدة آني بون، التي كانت تعيش في نيوكاسل كنتاكي.
في نيوكاسل، التحقت بيات بكلية هنري للإناث، وتخرجت فيها في عام 1854. وأصبحت قارئة نهمة، وكانت مولعة بشكل خاص ببيرسي بيش شيلي وصامويل تايلور كولريدج ولورد بايرون وتوماس مور وولتر سكوت وفيليسيا هيمانز وروبيرت براونينغ. في الوقت الذي كانت فيه طالبة، بدأت بيات بنشر شعرها في الصحف المحلية. خلال الفترة الأولى من مسيرتها المهنية، نشرت بيات أشعارها باسمها قبل الزواج، سارة (أو سالي) إم بريان، أو باستخدام أحرفها الأولى، إس إم بي.

## المسيرة المهنية
حين قرأ شعر بيات، أدرك جورج دي برينتيس، الكاتب والشاعر ومحرر مجلة لويسفيل، على الفور موهبتها وبراعتها. في عام 1855 كتب لها: «أقول لك مجددًا الآن قاصدًا مع أعنيه ... أنك لو كنتي مخلصة بحق نفسك، ولو ادخرت لحياتك ما يكفي، فستكونين الشاعرة الأولى من بين جنسك في الولايات المتحدة حين تنضج قدراتك. أقول هذا ليس من باب الظن، بل من باب المعرفة». أصبح برينتيس مرشد بيات ومحاميها، ونشرت العديد من قصائدها في صحيفته. وبدأت أيضًا بإرسال أعمالها إلى صحيفة نيويورك ليدجر، والتي كانت حولية شعبية وهامة من ناحية التداول على المستوى الوطني. 
في 18 من شهر يونيو من عام 1861، تزوجت بيات الشاعر الصاعد جون جيمس بيات (عرف أيضًا باسم «جاي جاي»)، والذي كان يعمل في تلك الفترة كسكرتير لدى برينتيس. انتقل الثنائي إلى واشنطن دي سي حيث قبل جاي جاي بمنصب موظف في وزارة الخزينة الأمريكية. خلال تلك الفترة، نشر الثنائي مجموعة قصائد من تأليف كل منهما، الأعشاش في واشنطن (1864). كان العمل الكتاب الثاني لجاي جاي (بعد قصائد صديقين مع ويليام دين هويلز في عام 1861) وأول كتب سارة. خلال فترة علاقتهما، أشرف جاي جاي على مسيرة سارة المهنية، بما في ذلك إرسال قصائدها إلى الحوليات وترتيب نشر عملها في طبعة كتاب.
في شهر يوليو من عام 1867، انتقل الثنائي إلى أوهايو حيث عمل جاي جاي لدى صحف سينسيناتي. وجعلوا منزلهما ضمن جزء من ملكية ويليام هنري هاريسون القديمة في نورث بند أوهايو، على بعد بضعة أميال من جنوب سينسيناتي على نهر أوهايو. تنقلت الأسرة ذهابًا وإيابًا إلى واشنطن دي سي في عدة مناسبات، من بينها حين عمل جاي جاي في خدمة البريد.